# آلکسی ترز پتی
الکسی ترز پتی (به فرانسوی: Alexis Thérèse Petit) (زاده ۲ اکتبر ۱۷۹۱ در فرانسه - درگذشته ۲۱ ژوئن ۱۸۲۰) فیزیکدان فرانسوی

## زندگینامه
در ۲ اکتبر ۱۷۹۱ در فرانسه به دنیا آمد. او در مدرسه دانش آموز برجسته‌ای بود و در مدرسه‌ای خصوص در پاریس که استید پلی تکنیک در آن تدریس می‌کردند درس خواند. در امتحان ورودی پلی تکنیک نفر اول شد و به عنوان استاد فیزیک در پلی تکنیک کارهای مهمی در زمینهٔ حرارت انجام داد. او را به عنوان کمک مدرس در هیات علمی پذیرفتند. او در بین شاگردانش بسیار محبوب بود. شهرت ویژهٔ او به دلیل همکاری با دوست نزدیکش پیردولون و ارائه قانون معروف خود به عنوان قانون دولون و پتی بود. او برادر زن فرانسوا آراگو بود و با همکاری آراگو آزمایش‌هایی دربارهٔ شکست نور در گازها انجام داد. او به عضویت انجمن فیلورماتیک درآمد اما هرگز به عضویت فرهنگستان علوم که رویای دیرینه اش بود پذیرفته نشد. در سن ۲۹ سالگی در اثر بیماری سل درگذشت.